# Palazzo Paulucci di Calboli dall’Aste
Der Palazzo Paulucci di Calboli dall’Aste ist ein Palast aus dem 18. Jahrhundert im historischen Zentrum von Forlì in der italienischen Region Emilia-Romagna. Er liegt in der Via Piero Maroncelli 19.

## Geschichte
Die ursprüngliche Konstruktion ist auf die Mitte des 18. Jahrhunderts datierbar, aber man weiß heute nicht mehr, wer den gesamten Komplex geplant hat, der aus der Verbindung mehrerer Baukörper aus unterschiedlichen Epochen entstand und eine Fläche von 1600 m² bedeckt.
Der Palast gehörte den Grafen Dall’Aste bis zum Aussterben der Familie und danach dem Markgrafen Raniero Paulucci di Calboli, einem Protagonisten der Stadtgeschichte und der italienischen Geschichte. 1921 kehrte der Markgraf nach Italien zurück, nachdem er etwa zwei Jahre lang das Amt eines italienischen Botschafters in Tokio bekleidet hatte. Diese Rückkehr ermöglichte es ihm, sich dem Umbau des Palastes zu widmen, der nach seinem Willen „La Casa Fulcieri“ (benannt nach seinem Sohn Volker) werden sollte. 1922, als Mussolini an die Macht kam, wurde der Markgraf zum Senator und italienischen Botschafter in Madrid ernannt. In der Folge der Heirat von Camilla, der Tochter des Markgrafen, mit Giacomo Baron Russo, dem Kabinettschef Mussolinis, erhielt der Palast noch mehr Glanz. 1923 war Mussolini selbst Gast in seinen Räumen und 1924 weilte dort Kronprinz Umberto von Savoyen.
Die Geburt eines Enkels veranlasste den Markgrafen, sein Testament zu ändern, das er erst einige Jahre vorher verfasst hatte, mit dem Ziel, den Palast in Forlì seinem Urenkel zu hinterlassen und der Stadt eine Summe von 300.000 Lire (Wert im Jahre 2013: ca. € 275.000), damit die Zinsen dieser Summe in Erinnerung an seinen im Krieg gefallenen Sohn unter den Kindern und Nachkommen der Behinderten und Kriegsversehrten verteilt würden.
Das bemerkenswerte Erbe, das er der Stadt überließ, stellte etwa ein Drittel seines mobilen Vermögens dar, wogegen der Palast in den Händen der Familie blieb. 1928, am Ende der Sanierungsarbeiten, schuf der Maler Gino Ravaioli aus Rimini Fresken, die heute in einem großen Raum zu sehen sind, der einmal als Bibliothek gedacht war. Am 12. Februar 1931 starb Raniero Paulucci di Carboli nach kurzer Krankheit in Rom. Dem Bürgermeister von Forlì wurden anschließend die oben genannten testamentarischen Verfügungen mitgeteilt, wobei noch die Schenkung von sieben Werke des Bildhauers Adolfo Wildt aus Mailand dazukam.

## Beschreibung
Die Fassade des Palastes ist außerordentlich wichtig und zeigt ein bezauberndes Gleichgewicht der Proportionen.
Im Inneren des Palastes sind der Empfangssalon und die Räume im mittleren Teil des Gebäudes wertvoll. Noch heute kann man Spuren des vergangenen Reichtums und der früheren Verschwendung spüren: Kapitelle, Gesimse und Stuckarbeiten, einige davon schon beim Bau des Gebäudes geschaffen. Eine Reihe von Gewölbedecken im Erd- und Hauptgeschoss sind dagegen gleichermaßen mit den Dekorationen des Malers Felice Giani bemalt.
Der Reichtum des Palastes besteht vor allen Dingen in den auffälligen Möbeln und Kunstwerken, die der Markgraf sammelte. Die Wände der Bibliothek, in deren hölzernen Regalen sich Tausende von Manuskriptbänden von unschätzbarem Wert befanden, wurden von Gino Ravaioli dekoriert. Insbesondere in den Räumen in der Mitte wurden der Glaube, die Wissenschaften, die Literatur und die Künste, dargestellt durch bekannte Persönlichkeiten jeder Epoche, gemalt, wogegen der Maler aus Rimini in den vier großen Gemälden viele Episoden aus der Geschichte der Familie Paolucci di Calboli darstellte. Im Inneren des Palastes befindet sich einen Weg, der vermutlich der Werkstatt von Antonio Canova zugeschrieben wird.
Im Inneren des Gebäudes befindet sich ein grandioses, schmiedeeisernes Tor, das den Empfangssalon vom Innenhof abteilt. Letzter, den in der Mitte ein Brunnen im Stil der Neurenaissance ziert, wurde nach Plänen des römischen Architekten Florestano Di Fausto geschaffen.
Der Palast ist Sitz der Società filodrammatica del Talentoni, gegründet 1876 und aktiv seit 1894. In dieser Zeit versah der Dekorateur Annibale Mrabini verschiedene Räume mit Fresken, ebenso wie mit zahlreichen Szenarien für das Theater. 1994 fand in dem Palast eine interessante, historische Rekonstruktion statt.